# Пещеры Андрозани
Пещеры Андрозани (англ. The Caves of Androzani) — шестая серия двадцать первого сезона британского научно-фантастического телесериала «Доктор Кто», состоящая из четырёх эпизодов, которые были показаны в период с 8 по 16 марта 1984 года. Последняя серия эры Пятого Доктора.

## Сюжет
Опасная пустынная планета Малая Андрозани — единственный источник спектрокса, сильного наркотика, создающегося летучими мышами из пещер планеты. Он ценится населением Большой Андрозани за способность продлевать жизнь. Добычу контролирует Трау Моргус, начальник корпорации на Большой Андрозани, но операциям угрожает носящий маску Шараз Йек и его армия андроидов. Моргус направляет военную операцию на его андроидов, но тем временем доставляет оружие Йеку, чтобы нажиться на войне.
ТАРДИС приземляется на Малой Андрозани, и Доктор с Пери решают пойти по следу, ведущему в ближайшую пещеру. В пещере они ненадолго попадают в шар неизвестной клейкой субстанции, но высвобождаются. После этого они находят склад оружия, но затем их ловит отряд генерала Челлака, считающего, что они работают на торговцев оружием Стотца и Креплера. Моргус требует их казни, после того, как видит, что это не его люди. Но вскоре Доктора и Пери спасают андроиды Йека.
На базе Йека Доктор и Пери жалуются на сыпь и судороги в тех местах, где они дотронулись до липкой субстанции, и ещё один заключенный, Салатин, понимает, что они на первой стадии отравления неочищенным спектроксом, а антидот готовится из молока матки летучих мышей. Но все мыши находятся на нижних уровнях пещер, где нет кислорода. Йек рассказывает, что собирается отомстить Моргусу за то, что тот его изуродовал, и ему приходится носить маску. Доктор перепрограммирует андроидов и сбегает с Пери, но та попадается Челлаку, а Доктор — Стотцу. Последний везет его Моргусу, обсуждая ситуацию с ним по пути, и тот, запаниковав, убивает президента Большой Андрозани и отправляется на Малую. Доктору удается разбить корабль Стотца на Малой, и, страдая от отравления спектроксом, отправляется спасать Пери.
Тем временем, Челлак планирует вторжение на базу Йека. Во время битвы погибают почти все военные, включая Челлака, торговцы оружием и андроиды; сам Йек вытаскивает Пери на свою базу. Он снабжает Доктора запасом вохдуха, оборудованием и направлениями, чтобы тот нашел молоко матки. Вскоре на планету прибывает Моргус, узнавший, что его секретарь снял его с поста. Он заключает сделку со Стотцем, чтобы убить всех оставшихся торговцев оружием, включая Креплера, добраться до хранилища спектрокса Йека и тихо улететь на другую планету. Они добираются до его базы, и в битве погибают и Йек, и Моргус, и Стотц. После прибывает Доктор и вытаскивает Пери на поверхность к ТАРДИС. Отпирая её дверь, он проливает немного молока летучей мыши.
Внутри ТАРДИС Доктор отдает Пери оставшееся молоко и падает. Та быстро восстанавливается и видит его в агонии на полу. Доктор объясняет, что молока хватало только на неё, а его тело вскоре регенерирует, и он будет кем-то отличным от предыдущих своих инкарнаций. В галлюцинациях он видит своих прошлых спутников, умоляющих его регенерировать, и Мастера, требующего его смерти. Перед концом регенерации он произносит: «Адрик?» и внезапно садится на пол, готовый к действию, с совершенно новым лицом.

## Трансляции и отзывы
| Эпизод            | Дата показа   | Продолжительность | Телезрители (в миллионах) |
| ----------------- | ------------- | ----------------- | ------------------------- |
| «Часть 1»         | 8 марта 1984  | 24:33             | 6,9                       |
| «Часть 2»         | 9 марта 1984  | 25:00             | 6,6                       |
| «Часть 3»         | 15 марта 1984 | 24:36             | 7,8                       |
| «Часть 4»         | 16 марта 1984 | 25:37             | 7,8                       |
| [ 1 ] [ 2 ] [ 3 ] |               |                   |                           |

## Интересные факты
- Это последняя серия с регулярным участием Питера Дэвисона в роли Пятого Доктора. Впоследствии он появился в спецвыпусках «Измерения во времени» и «Раскол во времени», а в конце этой регенерировал в Шестого в исполнении Колина Бейкера. Бытует мнение, что Патрик Траутон, исполнитель роли Второго Доктора во время съемок спецвыпуска «Пять Докторов» посоветовал ему не задерживаться в сериале больше, чем на три сезона, чтобы не стать «актёром одной роли».
- Это первая серия написанная для сериала его одним из самых известных сценаристов Робертом Холмсом со времен серии «Сила Кролла». Тот, посчитав, что приключения Пятого до этого были слишком легкими, сделал эту серию довольно мрачным, что впоследствии дало свои плоды: серию называли одной из лучших в сериале, а сам Питер Дэвисон говорил, что если бы ему давали больше подобных сценариев, то он может и согласился бы на четвёртый сезон.
- В серии объясняется, почему Доктор носит веточку сельдерея на лацкане. Оказывается, у него аллергия на определённые виды газов, и когда Доктор оказывается в его атмосфере, сельдерей становится фиолетовым, и его нужно съесть.